# Tammska villan

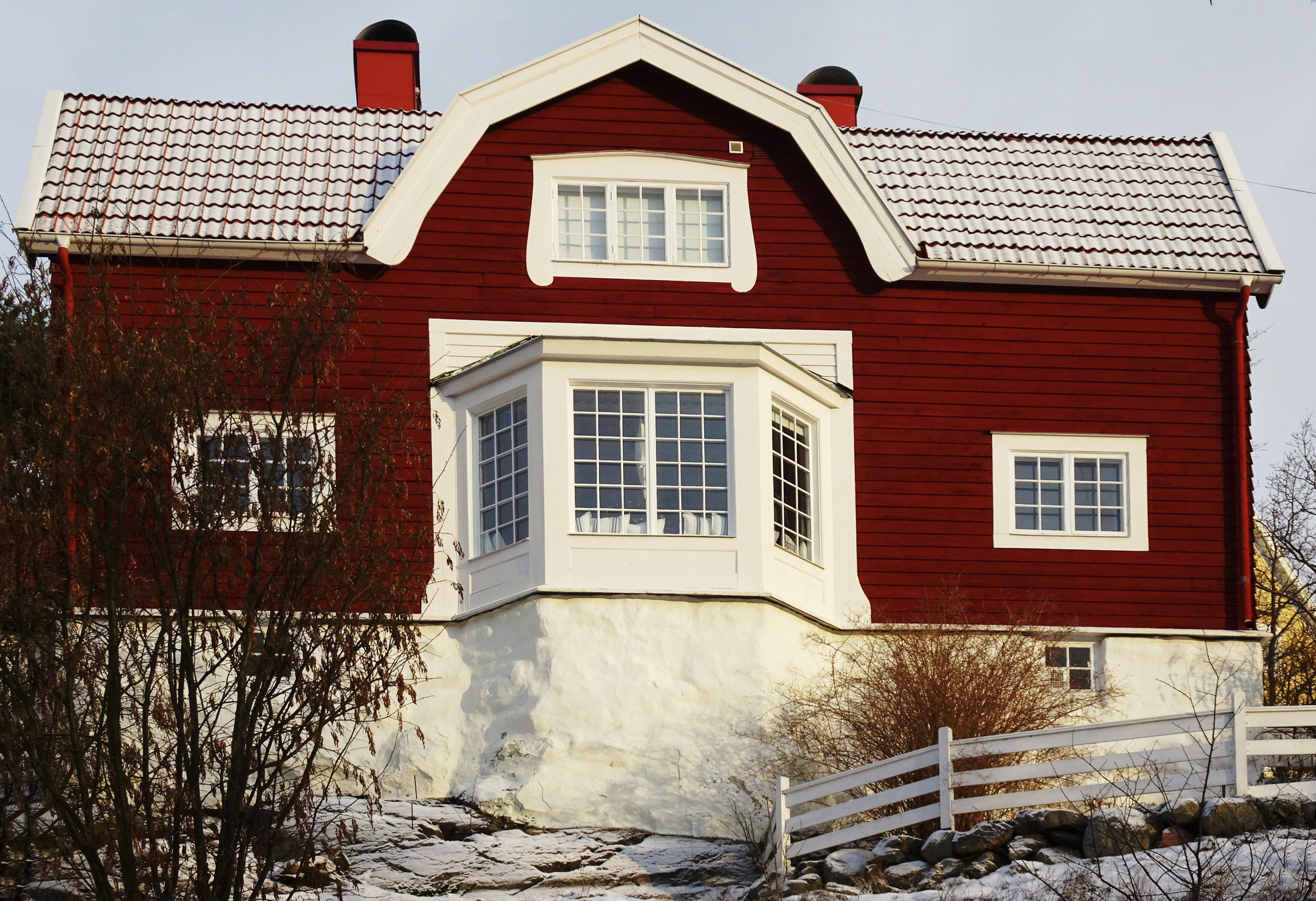
Tammska villan januari 2016.

Tammska villan är en privatbostad vid dagens Ringvägen 37 i Saltsjöbaden, Nacka kommun. Huset uppfördes 1903 för ingenjören Percy Tamm efter ritningar av arkitekten Carl Westman. Villan var den första i en serie Westmanvillor i Saltsjöbaden med regelbundna plan- och fasadlösningar, dessutom ett brutet tak som var något nytt inom svensk villaarkitektur vid 1900-talets början.

## Bakgrund

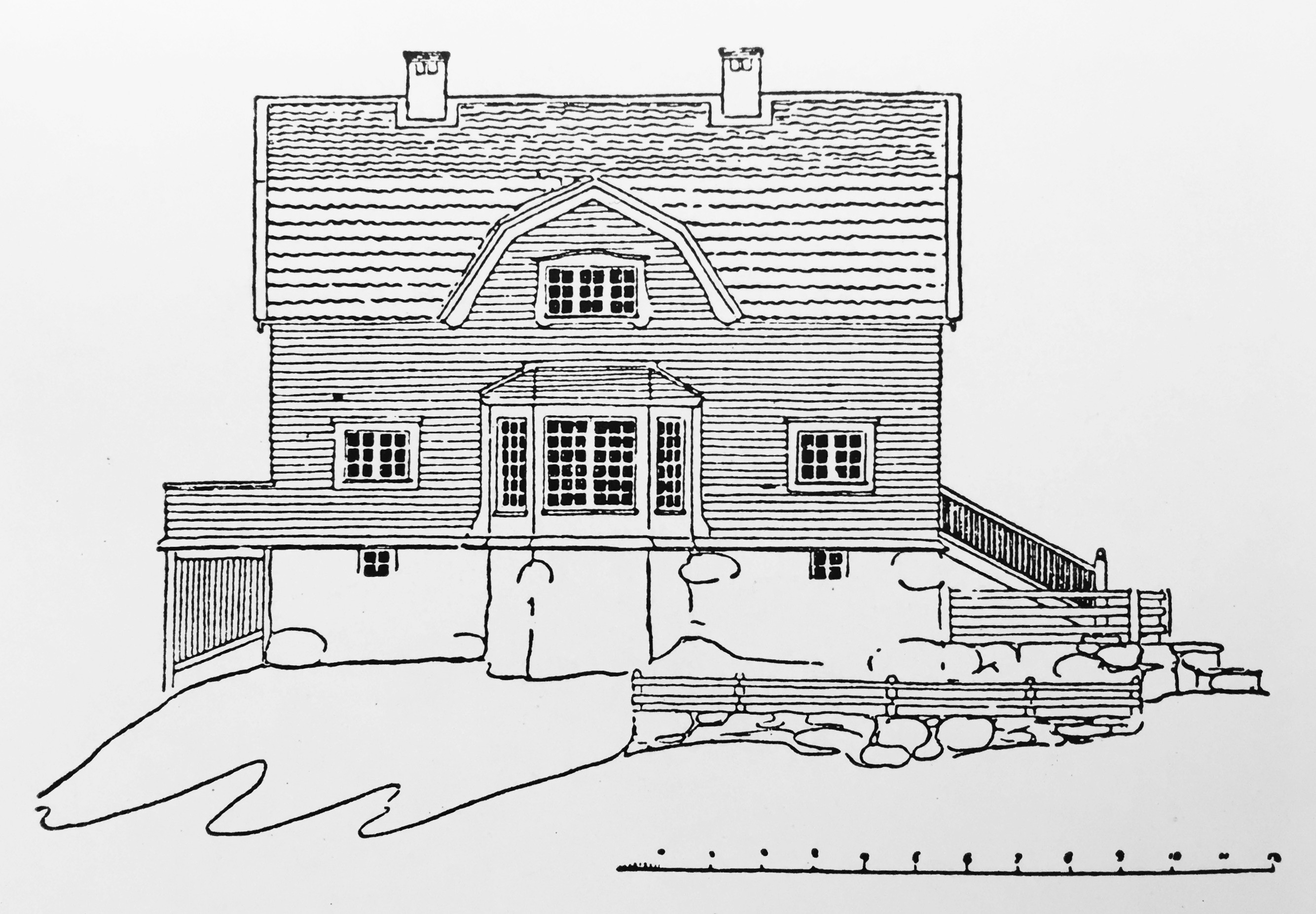
Fasad mot sydväst.

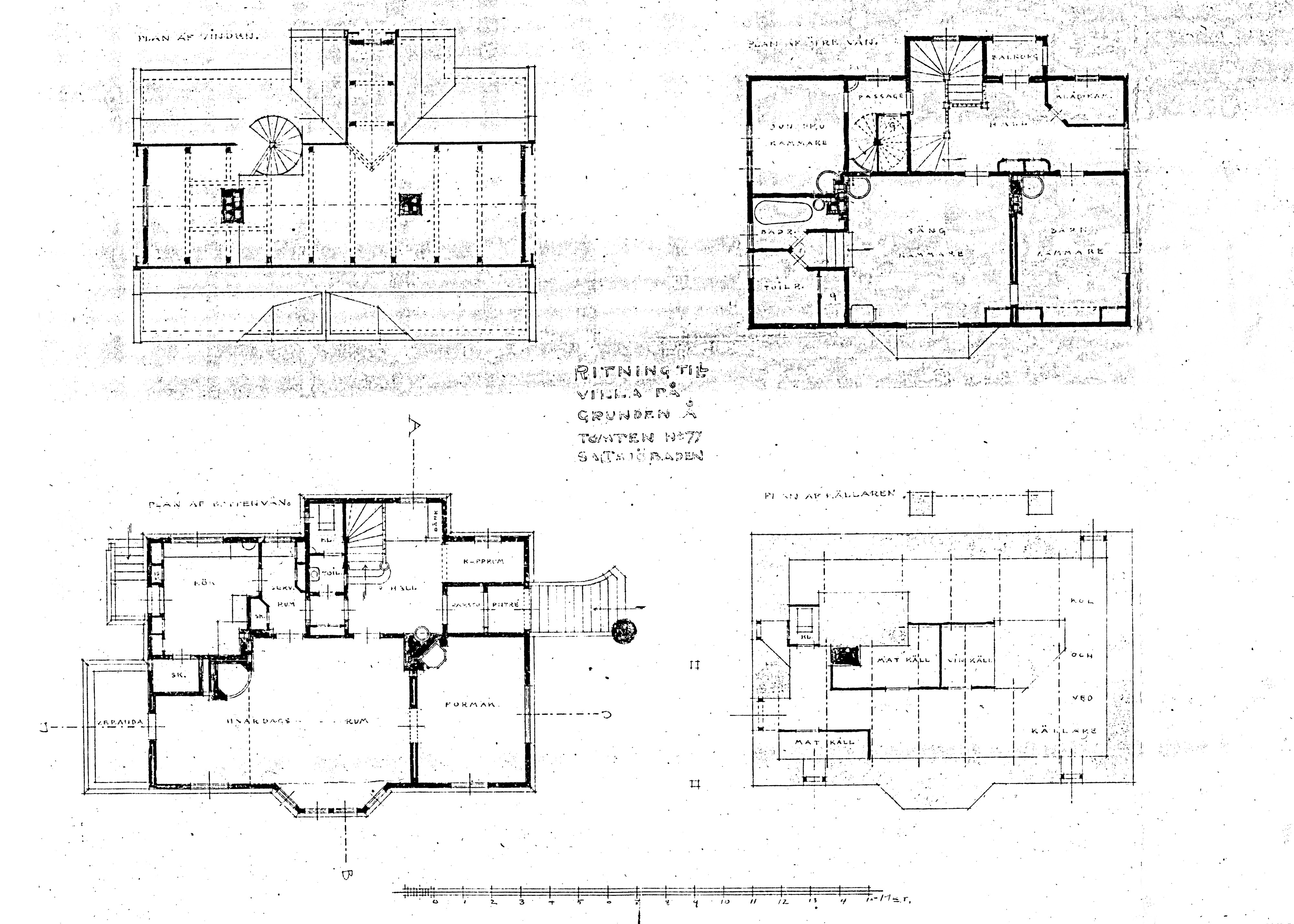
Planer.

Carl Westman var en flitig anlitat arkitekt som efter 1902 ritade ett femtontal villor i den nya villa- och badorten Saltsjöbaden, bland annat för familjerna Börtzell, Thulin och Kinnander. Han bodde själv här i en av honom ritad villa vid Danska Backarna 16 (dagens adress) på Neglingeön. I närheten ritade Westman även Fotografens villa, Pressens villa (riven) och så Tammska villan. Samtliga var avsedda för de övre samhällsskikten och alla hade faluröda fasader med vita, jugendinspirerade detaljer.
Liksom i Pressens villa sammanflätade Westman med Tammska villan influenser från engelska Arts and Crafts Movement, kontinental jugendstil, svensk nationalromantik och ”det svenska lynnet”. Med det senare menade han bland annat att ”med vår natur, med vår gamla allmogestil […] med våra herrgårdar, gamla putspalats och köpmanshus […] borde vi kunna göra en svensk konst med nutidens prägel och med aning om gamla sekel.”

## Beskrivning
Huset placerades på en bergig tomt med vid utsikt över Neglingeviken och var tänkt som året-runt bostad. Byggnaden bildar liksom ett krön på den höga klippan. En brant terrängtrappa leder upp för berget och slutar vid husets sydöstra gavel, där entrén finns. Här välkomnas besökaren av en vitmålad entrédörr omgiven av böljande, dekorativt dörrfoder i jugend. 
Fasaderna är klädda med liggande ohyvlad panel, vars bräder är lagda överlappande, så kallad panel på förvandring. Inga knutbräder förekommer. Taket är brutet och täckt av rött lertegel. Det brutna taket fanns visserligen på allmogens byggnader men var annars försvunnet ur svensk arkitektur under hela 1800- talet, och återföddes här i Westmans tappning.
Fönsterplaceringen mot Neglingeviken är symmetrisk, med ett stort burspråk i centrum. Här ligger villans huvudrum i fil; sal och förmak med skjutdörr däremellan. Takhöjden är med 3,00 meter väl tilltagen för en villa. Från salen leder en dörr ut till verandan. Mot berget anordnades hall med kapprum och gäst-WC, trappa till övervåningen, kök med egen ingång och serveringsrum. I övre våningsplanet märks föräldrarnas sängkammare och barnkammare med utsikt över Neglingeviken, samt badrum och jungfrukammare mot nordvästra gaveln. Härifrån leder en spiraltrappa upp till vinden. Badrummet är så beläget, att det bara kan nås genom stora sängkammaren, vilket tyder på att det endast var till för familjen.
I källaren låg mat- och vinkällare, kol- och vedkällare samt en kloak (toalett). Villans övriga fasader är oregelbundet utformade med olika breda och höga, småspröjsade och vitmålade fönster som sätter en kraftfull accent i de röda väggarna. Beställaren Percy Tamm flyttade ganska snart från villan i Saltsjöbaden till förstaden Midsommarkransen, som han var med och  grundade 1907.

## Bilder

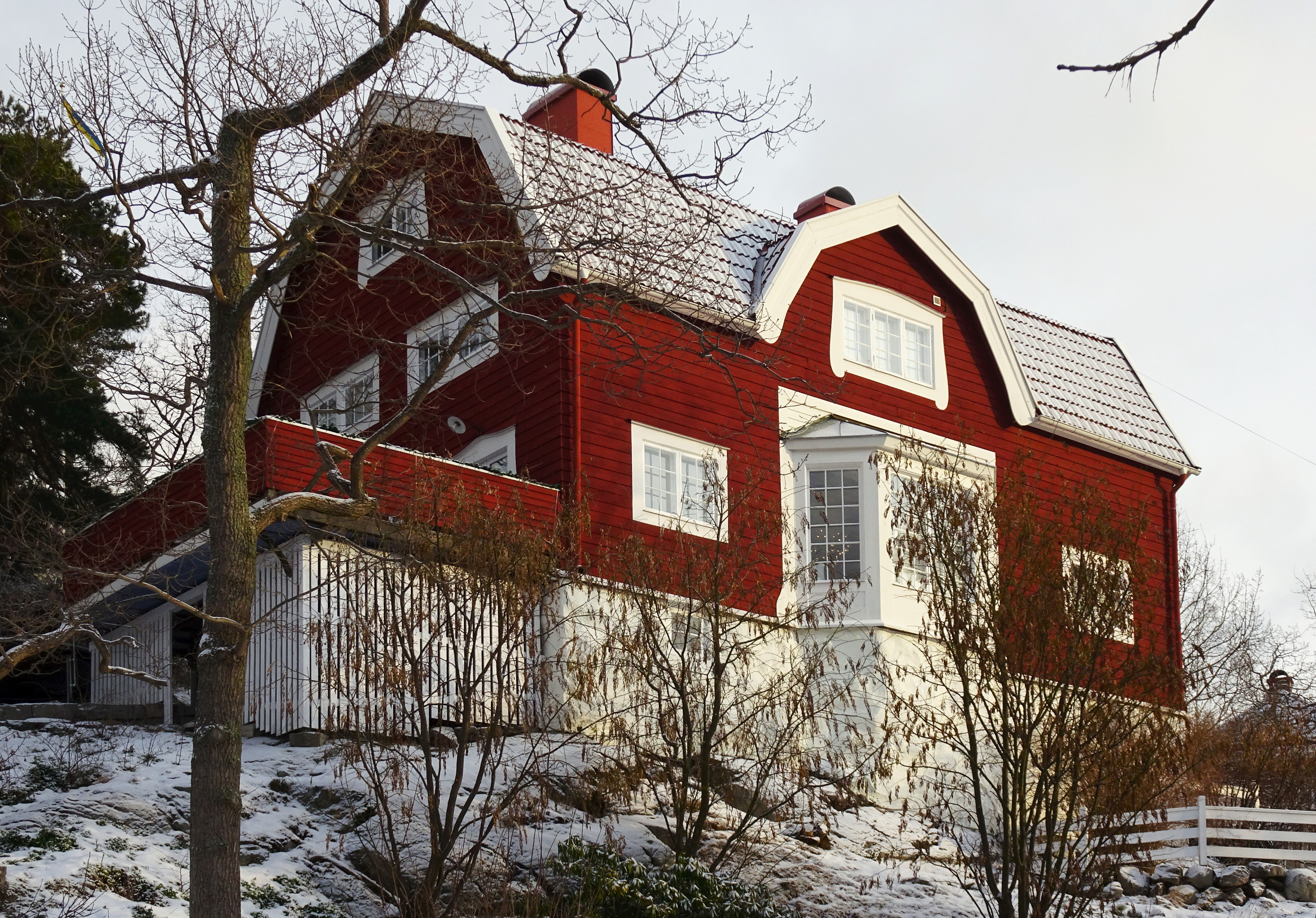
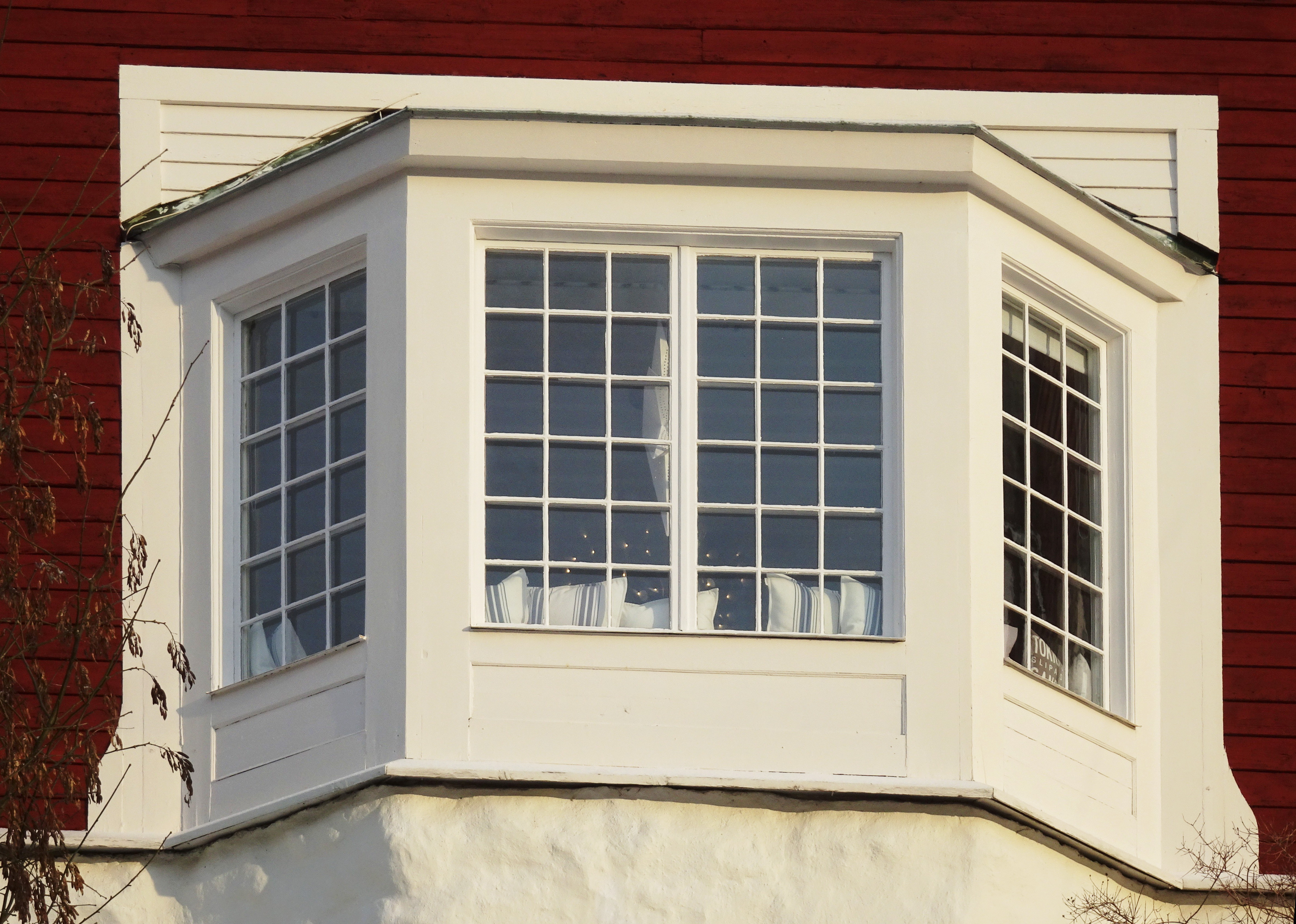
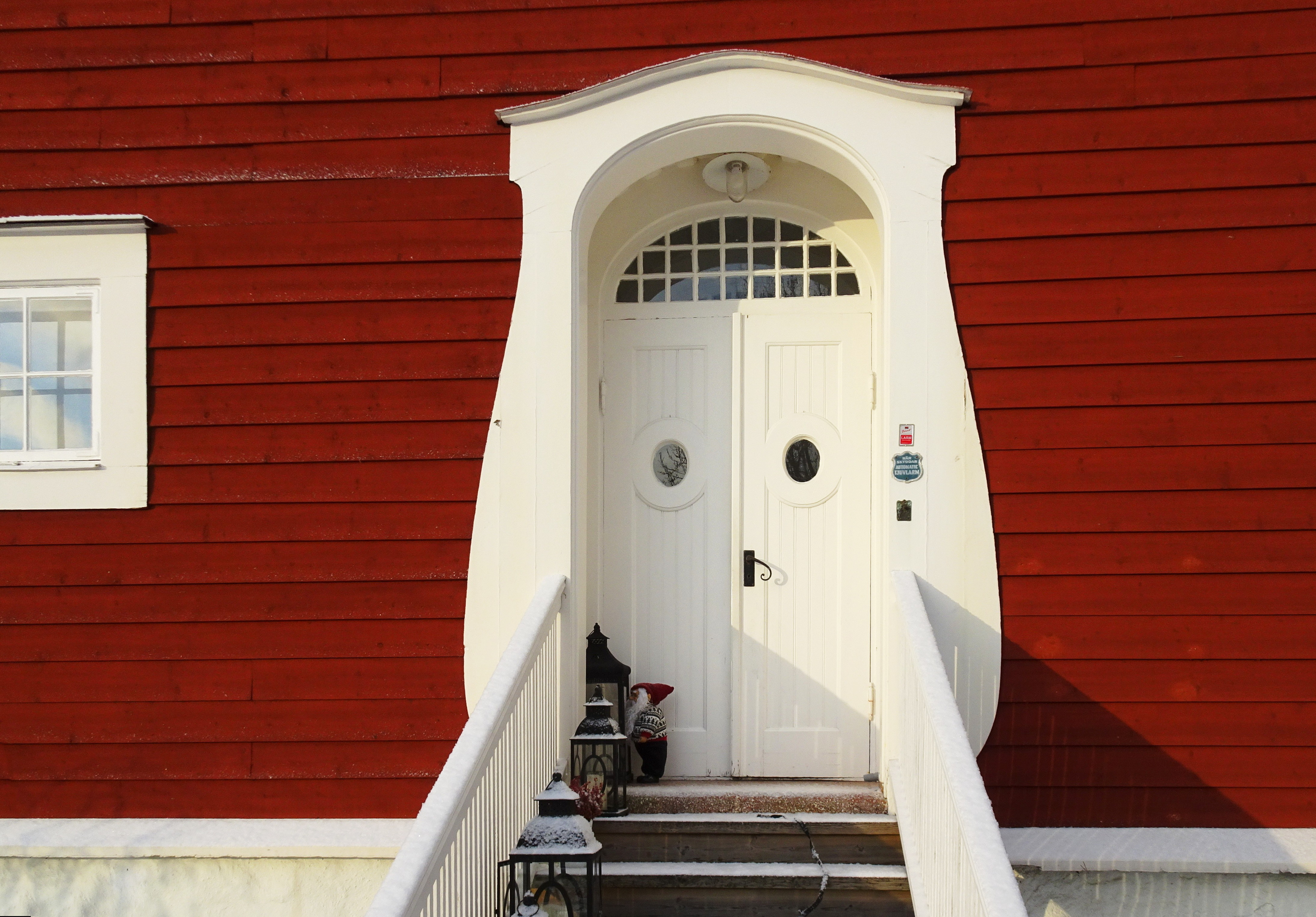
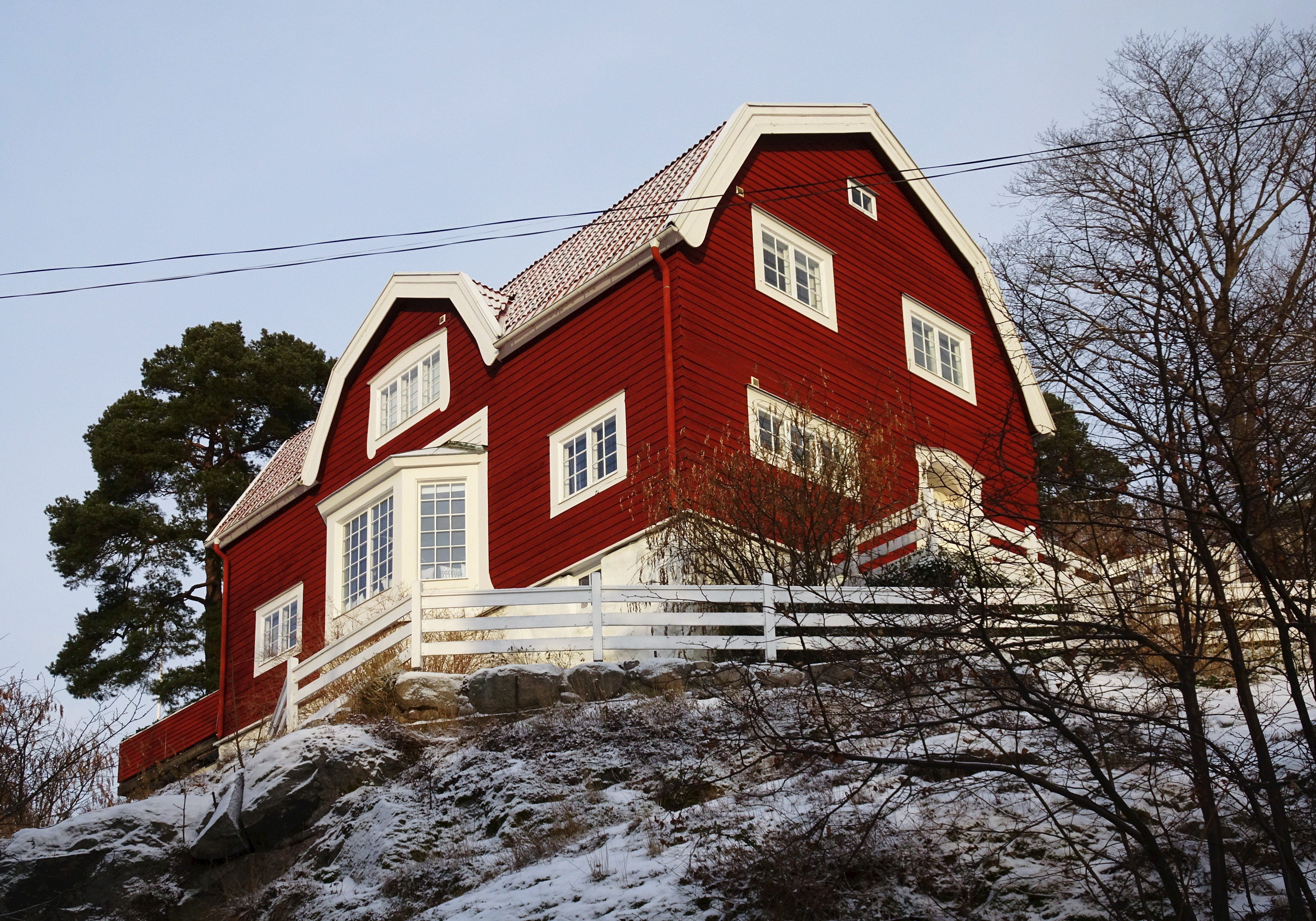